# Mark Španring
Mark Španring (* 13. Juni 2001 in Novo mesto) ist ein slowenischer Fußballspieler.

## Karriere

### Verein
Španring entstammt der Jugend des NK Krško. Für den Klub debütierte er in der Spielzeit 2018/19 in der Slovenska Nogometna Liga, als er am 24. Februar 2019 bei der 1:4-Niederlage gegen NK Olimpija Ljubljana als Einwechselspieler für Luka Volarič zum Einsatz kam. Nach dem Abstieg des Klubs zum Saisonende wechselte er zum NK Bravo, der seinerseits in die höchste Liga aufgestiegen war. Dort spielte er zunächst ebenfalls im Jugendbereich, am Ende der Spielzeit 2019/20 lief er ebenfalls in der höchsten Spielklasse Sloweniens auf und stand dabei zeitweise in der Startelf.

### Nationalmannschaft
Španring ist slowenischer Auswahlspieler. Unter Auswahltrainer Agron Salja spielte er für die slowenische U16-, U17-, U18- und U19-Nationalmannschaft.